# KV22
KV22 eller WV22 är en grav i västra delen av Konungarnas dal utanför Luxor i Egypten. KV22 var begravningsplats för farao Amenhotep III under Egyptens artonde dynasti. Även drottning Tiye och prinsessan Sitamun begravdes sannolikt i KV22.
Graven ligger ungefär 500 nordost om de övriga gravarna som tillhör det västra gravfältet, och är den största bland de västra. KV22s layout har stora likheter med graven KV43 som byggdes för Thutmosis IV som var Amenhotep IIIs företrädare och far. Graven är dekorerad med ett flertal väggmålningar.
KV22 uppfördes ursprungligen av Thutmosis IV, men färdigställdes och dekorerades av Amenhotep III. Kungens mumie flyttades i ett senare skede till graven KV35.
KV22 upptäcktes 1799, och grävdes ut 1905 till 1915.